# Narthecium americanum
Narthecium americanum é uma espécie botânica pertencente ao gênero Narthecium.

## Sinônimos
- Abama americana (Ker Gawl.) Morong
- Abama montana Small
- Narthecium montanum (Small) Grey